# Верхня Яблунька
Ве́рхня Я́блунька — село в Україні, у Боринській селищній територіальній громаді Самбірського району Львівської області. Населення становить 2145 осіб (2001).

## Історія
Засноване 1561 року. У радянсько-німецькій війні брали участь 262 селяни, з них 53 загинули.
1967 року в селі встановлено обеліск у пам'ять про загиблих у радянсько-німецькій війні та боях з повстанцями.

## Церква
Дерев'яна церква Собору Пресвятої Богородиці 1788-1791 років та її дзвіниця, яка датується початком XVII століття — об'єкти входять до реєстру пам'яток архітектури національного значення.
Церква розташована на рівнині посеред села. Будівля за стилем належить до оригінальних церков бойківського типу. Складається з гранчастого вівтаря, широкої квадратної нави та вужчого квадратного бабинця. До нави прилягають великі, квадратні в плані крилоси, що в цілому створюють враження хрещатої церкви. Основні зруби і крилоси вінчають восьмерики. Вони вкриті восьмибічними наметами, завершеними ліхтарями з маківками і хрестами. Оперізує церкву піддашшя, оперте на виступи вінців зрубів. По обидва боки до нави у 1999 році прибудовані невеликі прямокутні захристя, що сховані піддашшям. До бабинця добудований великий присінок.
Під піддашшям церкви підвішено багато знищених часом ікон, які походять з неіснуючих вже сіл — Тарнави Нижньої, Тарнави Вижньої, Буківця, Динячого та інших.
Дерев'яна дзвіниця церкви Пресвятої Богородиці датується 1797 роком. У плані вона квадратна, триярусна, вкрита пірамідальним наметовим дахом. На другому її ярусі колись була каплиця, оточена відкритою (тепер зашальованою) аркадою.
Іншими двома об'єктами, які внесені до реєстру пам'яток архітектури національного значення, є мурована церква Різдва Пресвятої Богородиці XVI—XVIII століть і дерев'яна дзвіниця церкви Різдва Богородиці, що датується 1899 роком.

## Населення
- 1880—1085 (960 греко-католиків, 5 римо-католиків)[1].
- 1921—1453 мешканця.
- 1970—2186 мешканців, дворів — 475.[2]
- 1989—2217 (1127 чол., 1090 жін.)[3]
- 2001—2145[4].